# Soto del Real
Soto del Real là một đô thị trong Cộng đồng Madrid, Tây Ban Nha. Đô thị Soto del Real có diện tích 42,17 km², dân số theo điều tra năm 2010 của Viện thống kê quốc gia Tây Ban Nha là 8434 người. Đô thị Soto del Real nằm ở khu vực có độ cao 921 mét trên mực nước biển. Khoảng cách so với Madrid là 42 km.